# Авагян, Арам Амаякович
Ара́м Амая́кович Авагя́н (арм. Արամ Ավագյան; род. 18 января 1991, Ереван) — армянский боксёр, представитель легчайшей и лёгкой весовых категорий. Выступал за сборную Армении по боксу в период 2008—2016 годов, победитель и призёр первенств национального значения, дважды бронзовый призёр чемпионатов Европы, участник летних Олимпийских игр в Рио-де-Жанейро. Ныне боксирует на профессиональном уровне.

## Биография
Арам Авагян родился 18 января 1991 года в Ереване. Активно заниматься боксом начал в возрасте десяти лет по наставлению отца-боксёра. Первое время не проявлял большого энтузиазма: «Я не любил бокс изначально. И трёх месяцев не прошло, как я захотел уйти. Помню, как через восемь месяцев я победил в первом турнире и только после этого полюбил этот вид спорта». Проходил подготовку в боксёрском клубе Спортивного союза Армении под руководством тренера Карена Агамаляна.
После окончания школы поступил в Армянский государственный институт физической культуры и спорта, затем в Российско-армянский университет (магистратура), где изучал международные отношения.

### Любительская карьера
В 2008 году выступил на чемпионате мира среди юниоров в Мексике. Год спустя боксировал на юниорском чемпионате Европы в Польше.
Впервые заявил о себе на взрослом уровне в сезоне 2010 года, когда стал серебряным призёром чемпионата Армении и, попав в основной состав армянской национальной сборной, занял третье место на турнире Гагика Царукяна.
В 2012 году завоевал серебряную медаль на молодёжном европейском первенстве в Калининграде — единственное поражение потерпел в финале от россиянина Владимира Никитина. Пытался пройти отбор на Олимпийские игры в Лондоне, но не смог этого сделать, на квалификационном олимпийском турнире в Трабзоне проиграл украинцу Павлу Ищенко.
В 2013 году побывал на чемпионате Европы в Минске, откуда привёз награду бронзового достоинства, выигранную в зачёте легчайшей весовой категории — в полуфинале был остановлен представителем Украины Николаем Буценко. На чемпионате мира в Алма-Ате дошёл до стадии 1/8 финала, проиграв олимпийскому чемпиону с Кубы Робейси Рамиресу. Также в сезоне 2013/14 принял участие в матчевых встречах полупрофессиональной лиги WSB, где представлял команду «Украинские атаманы».
На европейском первенстве 2015 года в Самокове вновь получил бронзу, на сей раз был побеждён в полуфинале британцем Каисом Ашфаком. Боксировал на чемпионате мира в Дохе и на Европейских играх в Баку, однако попасть здесь в число призёров не смог.
В 2016 году на олимпийском квалификационном турнире в Самсуне занял третье место и благодаря этому удостоился права защищать честь страны на летних Олимпийских играх в Рио-де-Жанейро. На Играх благополучно преодолел предварительный этап легчайшего веса, выиграв у японца Араси Морисаки, но затем на стадии 1/16 финала со счётом 0:3 уступил ирландцу Майклу Конлану.

### Профессиональная карьера
Вскоре после окончания Олимпиады Авагян решил попробовать себя среди профессионалов и в декабре 2016 года успешно дебютировал на профессиональном ринге. В течение года одержал шесть побед, не потерпев при этом ни одного поражения. Выступал преимущественно на территории России в боксёрских вечерах российских промоушенов.